# Paul (Me First and the Gimme Gimmes)
Paul è il quarto singolo della americana Me First and the Gimme Gimmes, pubblicato per la Kung Fu Records nel 1997. Questo singolo è composto di cover di Paul Simon.

## Tracce
1. Me and Julio Down by the School Yard – 2:32
2. Mother and Child Reunion – 2:56

## Formazione
- Spike Slawson - voce
- Joey Cape - chitarra
- Chris Shiflett - chitarra
- Fat Mike - basso, voce
- Dave Raun - batteria